# Polytmus
Genre
Polytmus est un genre d'oiseaux-mouches (la famille des trochilidés) de la sous-famille des Polytminae.

## Liste des espèces
D'après la classification de référence (version 2.5, 2010) du Congrès ornithologique international, ce genre est constitué des espèces suivantes (par ordre phylogénique) :
- Polytmus guainumbi – Colibri guaïnumbi
- Polytmus milleri – Colibri des tépuis
- Polytmus theresiae – Colibri tout-vert